# إريك أوغرن
إريك أوغرن (بالسويدية: Erik Ågren)‏ (3 يناير 1916 – 3 يوليو 1985) هو ملاكم سويدي راحل، مثّل بلاده في الألعاب الأولمبية الصيفية 1936.

## روابط خارجية
إريك أوغرن على موقع أوليمبيديا (الإنجليزية)
- إريك أوغرن على موقع اللجنة الأولمبية السويدية (السويدية)